# Liga de Tailandia 2022-23
La Liga de Tailandia 2022-23 fue la 26.ª temporada de la Liga de Tailandia, la más importante liga profesional tailandesa de clubes de fútbol, desde su creación en 1996, también conocida como Hilux Revo Thai League debido al acuerdo de patrocinio con Toyota. Un total de 16 equipos compitieron en la liga. La temporada comenzó el 12 de agosto de 2022 y terminó el 12 de mayo de 2023.
El Buriram United fue el campeón defensor, mientras que los ascendidos a la máxima categoría fueron el Lamphun Warriors, Sukhothai y Lampang.

## Equipos
- Bangkok United
- BG Pathum United
- Buriram United (C)
- Chiangrai United
- Chonburi
- Khon Kaen United
- Lampang (P)
- Lamphun Warriors (P)
- Muangthong United
- Nakhon Ratchasima
- Nongbua Pitchaya
- Police Tero
- Port
- PT Prachuap
- Ratchaburi Mitr Phol
- Sukhothai (P)

## Desarrollo

### Tabla de posiciones
| Pos. | Equipo                | Pts. | PJ | G  | E  | P  | GF | GC | Dif. | Clasificación o descenso 2023-24          |
| ---- | --------------------- | ---- | -- | -- | -- | -- | -- | -- | ---- | ----------------------------------------- |
| 1    | Buriram United (C)    | 74   | 30 | 23 | 5  | 2  | 75 | 27 | +48  | Fase de grupos de la Liga de Campeones    |
| 2    | Bangkok United        | 62   | 30 | 19 | 5  | 6  | 55 | 22 | +33  | Fase de grupos de la Liga de Campeones    |
| 3    | Port                  | 52   | 30 | 14 | 10 | 6  | 52 | 38 | +14  | Ronda de play-off de la Liga de Campeones |
| 4    | Muangthong United     | 50   | 30 | 14 | 8  | 8  | 56 | 37 | +19  |                                           |
| 5    | Chiangrai United      | 44   | 30 | 12 | 8  | 10 | 44 | 42 | +2   |                                           |
| 6    | Chonburi              | 43   | 30 | 13 | 4  | 13 | 46 | 38 | +8   |                                           |
| 7    | Police Tero           | 43   | 30 | 11 | 10 | 9  | 41 | 43 | −2   |                                           |
| 8    | Ratchaburi Mitr Phol  | 41   | 30 | 10 | 11 | 9  | 32 | 29 | +3   |                                           |
| 9    | BG Pathum United      | 41   | 30 | 12 | 5  | 13 | 42 | 39 | +3   |                                           |
| 10   | Lamphun Warriors      | 36   | 30 | 9  | 9  | 12 | 27 | 36 | −9   |                                           |
| 11   | PT Prachuap           | 35   | 30 | 9  | 8  | 13 | 44 | 51 | −7   |                                           |
| 12   | Sukhothai             | 34   | 30 | 8  | 10 | 12 | 27 | 43 | −16  |                                           |
| 13   | Khon Kaen United      | 33   | 30 | 7  | 12 | 11 | 24 | 42 | −18  |                                           |
| 14   | Nakhon Ratchasima (D) | 29   | 30 | 7  | 8  | 15 | 31 | 53 | −22  | Liga 2 de Tailandia                       |
| 15   | Nongbua Pitchaya (D)  | 21   | 30 | 5  | 6  | 19 | 27 | 47 | −20  | Liga 2 de Tailandia                       |
| 16   | Lampang (D)           | 19   | 30 | 4  | 7  | 19 | 24 | 60 | −36  | Liga 2 de Tailandia                       |

 Fuente: Thai League Tables
Notas:
1. 1 2  Puntos en partidos directos: Chonburi 6, Police Tero 0.
2. 1 2  Puntos en partidos directos: Ratchaburi Mitr Phol 3, BG Pathum United 3. Diferencia de gol en partidos directos: Ratchaburi Mitr Phol +1, BG Pathum United –1.

### Resultados
| Local \ Visitante    | BKU | BGP | BRU | CRU | CBR | KKU | LPG | LPW | MTU | NRM | NON | PTR | POR | PTP | RBM | STI |
| -------------------- | --- | --- | --- | --- | --- | --- | --- | --- | --- | --- | --- | --- | --- | --- | --- | --- |
| Bangkok United       | —   | 2–0 | 4–3 | 4–2 | 3–0 | 2–0 | 1–0 | 2–0 | 2–0 | 3–0 | 3–1 | 4–1 | 1–2 | 1–1 | 0–1 | 3–0 |
| BG Pathum United     | 0–1 | —   | 0–2 | 3–1 | 1–0 | 2–0 | 2–2 | 1–0 | 3–0 | 5–2 | 1–3 | 3–1 | 4–2 | 2–1 | 4–2 | 0–1 |
| Buriram United       | 1–0 | 2–2 | —   | 4–1 | 2–0 | 4–1 | 2–0 | 2–0 | 1–1 | 4–0 | 3–1 | 3–0 | 2–3 | 3–1 | 1–0 | 6–1 |
| Chiangrai United     | 1–2 | 2–1 | 1–2 | —   | 1–1 | 3–1 | 5–1 | 1–1 | 3–1 | 1–0 | 2–0 | 1–0 | 2–3 | 3–2 | 0–0 | 1–1 |
| Chonburi             | 0–1 | 1–0 | 2–3 | 1–3 | —   | 2–2 | 4–0 | 2–0 | 0–1 | 2–1 | 2–1 | 5–3 | 1–0 | 1–0 | 1–2 | 1–1 |
| Khon Kaen United     | 1–1 | 0–0 | 1–1 | 0–0 | 0–3 | —   | 1–0 | 1–0 | 1–1 | 3–2 | 2–1 | 0–0 | 1–0 | 0–3 | 0–2 | 2–1 |
| Lampang              | 0–5 | 0–1 | 0–3 | 0–0 | 1–3 | 1–1 | —   | 1–2 | 1–5 | 2–1 | 1–0 | 1–3 | 1–3 | 4–3 | 1–0 | 0–1 |
| Lamphun Warriors     | 2–1 | 3–0 | 0–2 | 0–1 | 0–2 | 1–1 | 2–1 | —   | 0–5 | 0–0 | 1–0 | 2–2 | 3–1 | 0–0 | 1–1 | 3–1 |
| Muangthong United    | 1–1 | 1–0 | 4–4 | 1–2 | 1–5 | 2–0 | 2–2 | 3–1 | —   | 3–0 | 3–1 | 1–0 | 0–0 | 5–0 | 4–0 | 2–0 |
| Nakhon Ratchasima    | 0–4 | 0–4 | 1–2 | 3–1 | 1–0 | 1–0 | 3–0 | 2–2 | 1–1 | —   | 2–1 | 1–3 | 1–1 | 1–2 | 1–1 | 1–1 |
| Nongbua Pitchaya     | 0–1 | 1–0 | 0–1 | 1–2 | 2–1 | 1–1 | 1–0 | 0–1 | 2–2 | 1–1 | —   | 1–2 | 0–0 | 3–1 | 0–2 | 1–1 |
| Police Tero          | 1–0 | 0–0 | 1–4 | 2–1 | 0–2 | 3–0 | 1–1 | 0–0 | 2–1 | 1–0 | 2–1 | —   | 2–2 | 1–1 | 1–0 | 2–2 |
| Port                 | 1–1 | 2–1 | 1–3 | 1–1 | 3–1 | 4–1 | 2–1 | 0–0 | 2–3 | 2–0 | 2–1 | 2–2 | —   | 5–2 | 1–0 | 2–0 |
| PT Prachuap          | 2–1 | 2–2 | 0–1 | 2–1 | 3–1 | 1–1 | 1–1 | 1–0 | 0–1 | 0–1 | 5–1 | 2–4 | 1–1 | —   | 1–5 | 2–0 |
| Ratchaburi Mitr Phol | 0–1 | 3–0 | 1–1 | 1–1 | 1–1 | 0–2 | 1–0 | 1–0 | 1–0 | 1–1 | 2–1 | 1–1 | 1–1 | 1–1 | —   | 1–1 |
| Sukhothai            | 0–0 | 2–0 | 0–3 | 3–0 | 1–0 | 0–0 | 1–1 | 1–2 | 2–1 | 2–3 | 0–0 | 1–0 | 1–3 | 0–3 | 1–0 | —   |

## Goleadores
| Pos. | Goleador              | Equipo         | Goles |
| ---- | --------------------- | -------------- | ----- |
| 1    | Supachai Jaided       | Buriram United | 13    |
| 1    | Hamilton Soares de Sá | Port           | 13    |
| 3    | Danilo Almeida Alves  | Chonburi       | 12    |
| 4    | Goran Čaušić          | Buriram United | 11    |
| 4    | Samuel Rosa Gonçalves | PT Prachuap    | 11    |